# Yang Chen
Yang Chen (Chinesisch: 杨晨, Yáng Chén) (* 17. Januar 1974 in Peking) ist ein ehemaliger chinesischer Fußballspieler.

## Karriere
Yang Chen begann seine Karriere bei Beijing Guoan. Für die Saison 1998/99 wurde er an den Bundesligisten Eintracht Frankfurt verliehen. Yang war der erste Chinese, der in der Bundesliga spielte. Nach der Saison wurde er von Eintracht Frankfurt fest verpflichtet und er unterschrieb einen Dreijahresvertrag. Nachdem sein Vertrag ausgelaufen war, wechselte er zum FC St. Pauli, den er jedoch nach einer Saison wieder verließ, um in seine Heimat zurückzukehren. Von 2003 bis 2007 spielte er für die chinesischen Erstligisten Shenzhen Jianlibao und Xiamen Lanshi und beendete anschließend seine Karriere.
Mit der chinesischen Nationalmannschaft nahm er an der Fußball-Weltmeisterschaft 2002 in Südkorea und Japan teil. Seit 12. Januar 2015 ist Yang Chen Teammanager des chinesischen Zweitligisten Beijing Enterprises.